# Allen Newell
Allen Newell (ur. 19 marca 1927, zm. 19 lipca 1992) – amerykański informatyk, specjalista w dziedzinie nauk komputerowych i psychologii poznawczej w korporacji RAND. Wniósł wkład w rozwój Information Processing Language (1956) i dwóch wczesnych programów sztucznej inteligencji, Logic Theory Machine (1956) i General Problem Solver (1957).
Dążenie Newella do stworzenia zunifikowanej teorii poznania zostało zrealizowane, przynajmniej w dużej mierze, przez jego kolegów. W szczególności teoria ACT Johna Andersona stała się popularną, zunifikowaną platformą, pomyślnie eksplorowaną przez naukowców zajmujących się zagadnieniami poznania do symulowania ludzkiego zachowania w szerokim zakresie zadań.
Newell był jednym z 10 uczestników spotkania w Dartmouth w 1956 roku, o którym mówi się, że zapoczątkowało nowy dział badań – sztuczną inteligencję (nazwa zaproponowana wcześniej przez Johna McCarthy’ego została oficjalnie zaakceptowana podczas tego spotkania). Newell wraz z Herbertem Simonem zdominowali owo spotkanie przedstawiając Logic Theory Machine.
Newell jest laureatem Nagrody Turinga, którą otrzymał wraz z Herbertem Simonem w 1975 r. za dwudziestoletnie badania nad sztuczną inteligencją i psychologią ludzkiego poznania, które prowadził głównie na Carnegie Mellon University (CMU), w Pittsburghu. W uznaniu jego zasług, CMU nazwał jego imieniem jeden z budynków.